# Велоспорт на літніх Олімпійських іграх 1936
У змаганнях з велоспорту на літніх Олімпійських іграх 1936 у Берліні розіграно 6 комплектів нагород (лише серед чоловіків) у двох видах: шосейний велоспорт і велоспорт на треку.

## Медальний залік

### Шосейні гонки
| Дисципліни             | Золото                                                 | Срібло                                                     | Бронза                                                              |
| ---------------------- | ------------------------------------------------------ | ---------------------------------------------------------- | ------------------------------------------------------------------- |
| Групова шосейна гонка  | Робер Шарпентьє (FRA)                                  | Гі Лапебі (FRA)                                            | Ернст Ніферґельт (SUI)                                              |
| Командна шосейна гонка | Франція (FRA) Робер Шарпентьє Робер Доржебре Гі Лапебі | Швейцарія (SUI) Едґар Бухвальдер Ернст Ніферґельт Курт Отт | Бельгія (BEL) Оґюст Ґарребек Арман Путзейс Жан-Франсуа ван дер Мотт |

### Велоперегони на треку
| Дисципліни                    | Золото                                                               | Срібло                                                                    | Бронза                                                                |
| ----------------------------- | -------------------------------------------------------------------- | ------------------------------------------------------------------------- | --------------------------------------------------------------------- |
| Командна гонка переслідування | Франція (FRA) Роже-Жан Ле Нізері Робер Шарпентьє Жан Гужон Гі Лапебі | Італія (ITA) Северіно Ріджоні Б'янко Б'янкі Маріо Джентілі Армандо Латіні | Велика Британія (GBR) Ерні Міллс Гаррі Гілл Ернест Джонсон Чарлз Кінґ |
| Спринт                        | Тоні Меркенс (GER)                                                   | Арі ван Вліт (NED)                                                        | Луї Шейо (FRA)                                                        |
| Тандем                        | Ернст Ібе і Карл Лоренц (GER)                                        | Бернард Лене і Гендрік Омс (NED)                                          | П'єр Жорже і Жорж Матон (FRA)                                         |
| Гіт на 1000 м                 | Арі ван Вліт (NED)                                                   | П'єр Жорже (FRA)                                                          | Рудольф Карш (GER)                                                    |

## Країни, що взяли участь
Змагалися 175 велогонщиків з 30-ти країн.
| - Австралія (3) - Австрія (10) - Бельгія (8) - Бразилія (3) - Болгарія (10) - Канада (6) - Чилі (4) - Республіка Китай (1) - Чехословаччина (4) - Данія (11) |  | - Фінляндія (2) - Франція (8) - Німеччина (12) - Велика Британія (11) - Угорщина (8) - Італія (11) - Латвія (4) - Ліхтенштейн (1) - Люксембург (4) - Нідерланди (11) |  | - Нова Зеландія (1) - Норвегія (2) - Перу (4) - Польща (4) - Південно-Африканська Республіка (2) - Швеція (5) - Швейцарія (11) - Туреччина (4) - США (6) - Югославія (4) |

## Таблиця медалей
| Місце               | Країна                | Золото | Срібло | Бронза | Загалом |
| ------------------- | --------------------- | ------ | ------ | ------ | ------- |
| 1                   | Франція (FRA)         | 3      | 2      | 2      | 7       |
| 2                   | Німеччина (GER)       | 2      | 0      | 1      | 3       |
| 3                   | Нідерланди (NED)      | 1      | 2      | 0      | 3       |
| 4                   | Швейцарія (SUI)       | 0      | 1      | 1      | 2       |
| 5                   | Італія (ITA)          | 0      | 1      | 0      | 1       |
| 6                   | Бельгія (BEL)         | 0      | 0      | 1      | 1       |
| 6                   | Велика Британія (GBR) | 0      | 0      | 1      | 1       |
| Загалом (7 збірних) | Загалом (7 збірних)   | 6      | 6      | 6      | 18      |